# Dominique Reynié

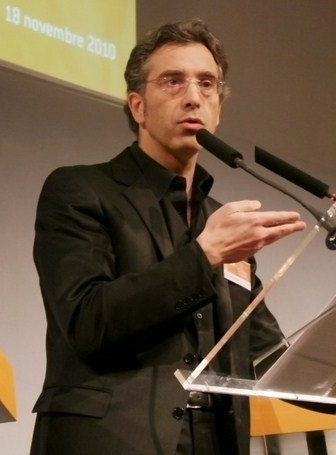
Dominique Reynié (2010)

Dominique Reynié (* 17. Juni 1960 in Rodez) ist ein französischer Politikwissenschaftler am Institut d’etudes Politiques de Paris (Sciences Po Paris).

## Karriere
Dominique Reynié schloss 1983 sein Studium an den Sciences Po Paris ab, wo er 1984 eine Masterarbeit in Politikwissenschaft vorlegte. 1994 promovierte er im gleichen Fach, betreut von Jean Leca, mit der Arbeit L’ordre démocratique : les fondements pratiques d’une politique de masse de type démocratique. 1997 erhielt er die Agrégation de science politique.
Reynié trat 1994 eine Forschungsstelle am Centre d’Étude pour la Vie Politique Française (CEVIPOF) an, wo er 1997 wissenschaftlicher Mitarbeiter wurde. Seine erste Professur für Politikwissenschaft hatte er an der Universität Nizza – Sophia Antipolis von 1997 bis 1999 inne, bevor er an die Sciences Po Paris zurückkehrte. Dort leitete er von 2002 bis 2005 das Interregionale Observatorium für Politik (Observatoire interrégional du politique), wo er zur Veröffentlichung eines regionalen Barometers beitrug, das als „Le barométre du fait régional“ bekannt  wurde.
Reynié, ein enger Berater von Richard Descoings (Direktor von Sciences Po zwischen 1996 und 2012), schlug vor, eine Form der positiven Diskriminierung in der Aufnahmeprüfung von Sciences Po einzuführen. Diese in Frankreich innovative Maßnahme wurde ab 2001 eingeführt mit der Schaffung eines spezifischen Auswahlverfahrens für Studenten aus benachteiligten Gebieten (französische „Zones d’éducation prioritaire“, ZEP).
Seit 1997 schreibt Dominique Reynié regelmäßig für die Medien und veröffentlicht Leitartikel in Le Figaro, Le Monde oder Libération.
Er ist Experte für politische, wirtschaftliche und soziale Fragen und beteiligt sich an der Arbeit der Beobachtungsstelle der Dezentralisierung des französischen Senats.

## Positionen und Stiftungsarbeit für Fondapol
Im Oktober 2008 wurde Reynié Generaldirektor der Stiftung für politische Innovation (Fondation pour l’innovation politique, auch bekannt als Fondapol), einer 2004 gegründeten Denkfabrik, die der Partei UMP (später als Les Républicains bekannt) nahestand. Unter seiner Führung behauptet sich die Denkfabrik als „liberal, progressiv und europäisch“.

### Wirtschafts- und Sozialliberalismus
Reynié nimmt eine liberale Position ein, die sich besonders für individuelle Freiheiten und eine Einschränkung des Eingreifens des Staates im wirtschaftlichen und sozialen Leben des Einzelnen einsetzt. Daher unterstützte er Manuel Valls in der Arbeitsgesetzgebung (El-Khomri-Gesetz) 2016. Er unterstützt auch die gleichgeschlechtliche Ehe und die Liberalisierung im Zugang zu medizinisch unterstützter Befruchtung.
2011 veröffentlichte Fundapol unter seiner Leitung 12 Ideen für 2012 mit mehreren konkreten Vorschlägen: für die gleichgeschlechtliche Ehe sowie die Adoption durch gleichgeschlechtliche Paare, die Einführung der Mehrwertsteuer zur Bekämpfung der Verlagerung von Unternehmen außerhalb Frankreichs, die Entwicklung des Online-Handels, den Verkauf von nicht verschreibungspflichtigen Medikamenten in Supermärkten, eine bessere Bewertung öffentlicher Dienstleistungen, eine massive Investition in Forschung und Entwicklung im Energiesektor, die Entwicklung eines offenen politischen Systems und für mehr Chancengleichheit im Bildungssystem.

### Populismus
Reynié untersucht den anwachsenden Populismus und Nationalismus, insbesondere in Reaktion auf die Globalisierung und in Bezug auf den zunehmenden wirtschaftlichen Wettbewerb, den sie hervorruft.
Er prägte auch das Konzept des „patrimonialen Populismus“, ein Phänomen, das er als „die politische Ausbeutung der Angst vor dem Verlust des greifbaren und immateriellen Erbes“ beschreibt. Ihm zufolge lebt ein „Teil der Europäer jetzt mit der Angst vor einer kollektiven Herabstufung, eine Angst, die mit der einer persönlichen Herabstufung kombiniert werden könnte“. Reynié erwägt die Stärkung einer „europäischen öffentlichen Macht“ und die Bekräftigung der Grenzen Europas als eine der möglichen Antworten auf den Aufstieg des Populismus in Europa.
Präsident Macrons unerwartet vorgezogene Parlamentswahl in Frankreich am 30. Juni 2024 untersuchte Reynié auf die Folgen für das Parteiensystem: Nach seiner Auffassung wurden die Rechts- wie Linkspopulisten von der Neuwahl negativ überrascht. Sie gingen davon aus, dass sich Macron sonst bis 2027 langsam verbraucht hätte, dass die Konservativen am Boden liegen und die Sozialisten des Parti Socialiste (PS) von Jean-Luc Mélenchon aufgefressen sein würden.

### Demografie und Migrationspolitik
Reynié stellt fest, dass angesichts der demografischen Alterung der meisten europäischen Gesellschaften die Einwanderung in den kommenden Jahrzehnten zur Hauptquelle des Bevölkerungswachstums werden sollte. Angesichts der damit verbundenen Ängste des Volkes plädiert er für eine Debatte über die „ethnokulturelle Neubildung“ der europäischen Gesellschaften.

### Religion und Antisemitismus
2014 veröffentlichte Fundapol in Zusammenarbeit mit dem American Jewish Committee eine Umfrage zum Thema „Antisemitismus in der französischen öffentlichen Meinung“, unter Berücksichtigung der Daten über die Anzahl antisemitischer Aktionen und die Ergebnisse von zwei Umfragen, die mit der IFOP (Forschungs- und Meinungsforschungsinstitut) durchgeführt wurden. Die Untersuchung hebt drei Hauptwege antisemitischer Meinungen in Frankreich hervor: unter den Sympathisanten und Wählern der Nationalen Front, die Marine Le Pen unterstützen, unter Muslimen, unter den Anhängern der Linksfront und den Wählern von Jean-Luc Mélenchon. Die drei Profiltypen finden sich bei Nutzern sozialer Netzwerke, Diskussionsforen und Video-Sharing-Seiten. Zwischen dem Zeitraum 1994–2004 und dem Zeitraum 2004–2013 hat sich die Zahl der antisemitischen Aktionen verdreifacht.
2015 begann er neben Fundapol eine Reihe von elf Studien unter dem Titel „Werte des Islam“ mit dem Ziel, die Debatte über die Zukunft und den Platz des Islam in Frankreich zu fördern. Die meisten dieser Studien werden von muslimischen Autoren verfasst und ins Arabische übersetzt.
2017 beteiligte er an der Veröffentlichung einer großen Umfrage zu antisemitischer Gewalt in Europa, basierend auf Daten von 2005 bis 2015, die Johannes Due Enstad gesammelt hat. Er veröffentlichte im Einklang mit der Studie von 2014 eine neue Umfrage mit dem Titel „Frankreich: Juden gesehen von Muslimen“, in Partnerschaft mit dem American Jewish Committee.

### Europa
Reynié verteidigt die Idee von Europa als „zusätzliche öffentliche Macht“, die neben Nationalstaaten und nicht an ihrer Stelle handelt. Er schlägt den Aufbau einer „europäischen öffentlichen Macht“ vor, um die nationalen Einrichtungen zu unterstützen, ihnen zu helfen und „das Schicksal der Europäer im Kontext der Globalisierung zu schützen“.
Im Jahr 2017 schrieb er in einem Leitartikel in Le Figaro, der Aufbau einer europäischen Souveränität den europäischen Staaten biete „die einzige und letzte Chance“, den Verlauf der Geschichte zu beeinflussen. Insbesondere sei dies ein notwendiges Instrument, um die europäischen Investitionen in Verkehr, Energie, Telekommunikation, Innovation, Forschung und Hochschulbildung, Infrastruktur zu stärken und dem Einfluss von GAFAM (Big Tech) besser zu widerstehen.
2017 leitete er eine große internationale Umfrage bei der Fundapol zum Thema „What Next for Democracy?“, die 26 Länder, darunter 25 europäische Länder, umfasst. Die Umfrage hinterfragt unter anderem den Anstieg des Populismus in Europa sowie die Gefühle der Bürger über Europa und seine Institutionen. Sie zeigt, dass die Mehrheit der Europäer glaubt, die Demokratie funktioniere in ihrem Land nicht optimal.

## Auszeichnungen
- Ritter des Ordre national du Mérite
- Ritter der Ehrenlegion

## Publikationen
- Le Triomphe de l’opinion publique. L'espace public français du xvi-e au xx-e siècle, Éditions Odile Jacob, 1998. ISBN 978-2-7381-0465-6
- La fracture occidentale, naissance d'une opinion européenne, Editions de la Table Ronde, 2004. ISBN 978-2-7103-2690-8
- Les Élections européennes de juin 2004, mit Corinne Deloy, PUF, 2004. ISBN 978-2-13-055155-3
- Le Vertige social-nationaliste : la Gauche du Non et le référendum de 2005, Editions de la Table Ronde, 2005. ISBN 978-2-7103-2831-5
- Chirac : le premier président d’un monde nouveau, Plon, 2007. ISBN 978-2-259-20656-3
- Populisme : la pente fatale, Plon, 2011. ISBN 978-2-259-20890-1 (Prix du livre politique 2012 und Prix des députés 2012)
- Les nouveaux populismes, Pluriel, 2013. ISBN 978-2-8185-0342-3
- L'opinion européenne en 2019 (= Collection Lignes de repères). Éditions Marie B, Paris 2020, ISBN 979-1-09357686-2.